# Wadō-Ryū
Wadō-Ryū (japanisch 和道流) ist eine Stilrichtung des Karate. Die Bedeutung von Wadō ist gleichzusetzen mit der Weg des Friedens, Ryū bedeutet so viel wie Schule. Das verwendete Kanji Wa (japanisch 和) ist auch ein Kanji für Japan, somit ist durch den Einfluss des japanischen Jiu Jitsu im Wadō-Ryū der japanische Weg gemeint im Gegensatz zu den aus Okinawa stammenden anderen Karatestilrichtungen.

## Entwicklung
Hironori Ōtsuka (Menkyo Kaiden im Shindo Yoshinryu Jiu Jitsu; 10. Dan im Wadō-Ryū Karate), Begründer des Wadō-Ryū und Schüler von Gichin Funakoshi, kombinierte das von Funakoshi unterrichtete Karate mit Techniken der Shindō Yōshin-ryū.

### Entwicklung in Japan
Am 1. April 1939 wurde die Stilrichtung vom Dai Nippon Budoku Kai offiziell als Karate-Stilrichtung registriert. Die Japan Karatedō Federation (JKF) nahm im Mai 1964 Wadō-Ryū als Stilrichtung auf, es erfolgte eine Umbenennung des Fachverbandes für Wadō-Ryū in JKF Wadōkai. Ōtsuka Hironori ernannte 1981 seinen Sohn Ōtsuka Jirō zu seinem Nachfolger, der die JKF Wadokai verließ und die Wadō-Ryū Renmei gründete und ihr bis zu seinem Tod bevorstand.
Stand August 2022: Ranghöchster Vertreter der Wadō-Ryū Renmei ist der Enkelsohn des Großmeisters, Kazutaka Ōtsuka (* 1965). Das Management der JKF Wadōkai besteht aus ranghohen Dan-Trägern und wird demokratisch geleitet.

### Entwicklung in Europa
Im Jahr 1963 demonstrierten die japanischen Karateka Suzuki Tatsuo, Arakawa Tōru und Takashima Hajime erstmals auf einer zweimonatigen Reise durch Europa und Amerika Wadō-Ryū-Karate. Im darauffolgenden Jahr ließen sich Suzuki Tatsuo und sein Assistent Shiomitsu Masafumi in England nieder, um Wadō-Ryū zu unterrichten. Beide trennten sich Ende der 1980er Jahre voneinander und gründete ihre eigenen Wadō-Organisationen, die International Karate-Do Federation (WIKF) und die Wadō-Ryū Karate-Do Academy.
Suzuki Tatsuo holte weitere Karateka nach Europa und unterstützte deren Einsatz bei der Verbreitung des Wadō-Ryū. 1965–1968 war Toyama Yutaka Bundestrainer im Deutschen Judo Bund (DJB). 1965 gründete Kōno Teruo in den Niederlanden die Dutch Wadō-Kai Federation, ab 1970 lebte Kōno in Deutschland und führte dort als ranghöchster Karateka die Wadō-Ryū-Stilrichtung unter dem Namen Wado-Kai Deutschland (Kai=Organisation). Im Jahr 1984 waren in Europa 16 japanische Wadō-Ryū-Trainer aktiv.

### Entwicklung in Deutschland
Wadō-Ryū-Karate wird in Deutschland durch den Deutschen Karate Verband (DKV) organisiert. Kōno Teruo trug maßgeblich bis zu seinem Tod im April 2000 dazu bei, dass diese Stilrichtung in Deutschland aufgebaut und einheitlich geleitet wurde, nach seinem Tod jedoch spaltete sich die Stilrichtung auf in Wado Ryu und WadoKai Wado Ryu Kono Style.
Seit dem 16. September 2006 ist Marie-Luise Weber aus München Bundesstilrichtungsreferentin für Wadō-Ryū-Karate im DKV. Bundesstilrichtungsreferentin der WadoKai Wado Ryu Kono Style im DKV ist seit dem Jahr 2000 Dr. Elke von Oehsen.

## Merkmale des Stils
Beim Wadō-Ryū wird die Energie des Angriffs durch Umlenken und Ausweichen ins Leere laufen gelassen und anschließend oder gleichzeitig durch Hebel, Wurf-, Tritt- oder Schlagtechniken gekontert. Die technische Ausführung unterliegt folgenden Prinzipien:
- Sanmi Ittai – Jede Technik im Wadō-Ryū (Ten gi) beinhaltet gleichzeitig eine Änderung der Stellung (Ten i) und eine Gewichtsverlagerung des Körpers (Ten tai)[5]
- Ausführung aller Bewegungen unter Vermeidung folgender Fehler: Keine falsche oder überflüssige Technik, keine überflüssige Bewegung, kein überflüssiger Kraftaufwand[6]
- Kontrolle des eigenen Schwerpunkts
- Tai Sabaki – Verlassen der Angriffslinie durch Ausweichen[7]
- Abwehr eines Angriffs und Konter erfolgen gleichzeitig (kein Zeitverlust)
- Kyusho – Techniken sind auf vitale Punkte des Angreifers gerichtet[8]
- Fließende Übergänge zwischen den einzelnen Techniken

Optisch sind Unterschiede im Vergleich zu anderen Stilrichtungen wie z. B. Shōtōkan in den Katas auffällig: Wadō-Ryū-Katas haben ein leichteres, weniger kraftvolles Erscheinungsbild und sind ökonomisch in der Bewegung. Abwehrtechniken blocken nicht einen gegnerischen Angriff, sondern lenken diesen um.

## Kihon Kumite
Kihon Kumite ist eine von Ōtsuka Hironori entwickelte Trainingsmethode bestehend aus 10 Partnerübungen, um die Prinzipien des Wadō-Ryū zu erlernen. Beim Kihon Kumite wird die Energie eines Angriffs zum eigenen Zweck ausgenutzt oder neutralisiert, was in drei Verfahrensweisen unterteilt werden kann:
- den Angriff „fließen lassen“ (nagasu), wie z. B. in Kihon Kumite Nihonme (Nr. 2) und Ropponme (Nr. 6)
- den Angriff „umlenken“ (inasu), wie in z. B. Kihon Kumite Ipponme (Nr. 1)
- den Angriff „reingehen“ oder „mitgehen“ (noru), wie z. B. in Kihon Kumite Sanbonme (Nr. 3)

## Kata
Wadō-Ryū verfolgt einen anderen Ansatz beim Kata-Training als andere Stilrichtungen. Ōtsuka Hironori übernahm zwar die Katas von Funakoshi Gichin, benutzte aber ein anderes Kanji für den Begriff Kata. Die Bedeutung Urgussform oder Schablone (japanisch 型) der Kata im Shōtōkan ersetzte er im Wadō-Ryū durch die Bedeutung Symbol (japanisch 形). Damit soll nicht die stets gleiche Form einer Kata das Ziel des Übenden sein, sondern Veränderungen einer Kata durch Alter und andere individuelle Eigenschaften des Karateka erlaubt und sogar gefördert werden.
Im Wadō-Ryū werden folgende Kata trainiert:
- Pinan shodan (平安初段)
- Pinan nidan (平安二段)
- Pinan sandan (平安三段)
- Pinan yondan (平安四段)
- Pinan godan (平安五段)
- Naihanchi (内畔戦)
- Kūshankū (クーシャンクー)
- Chintō (鎮党)
- Seishan (セイシャン)
- Bassai (抜塞)
- Jion (慈恩)
- Jitte (十手)
- Niseishi (二十四歩)
- Wanshu (燕飛)
- Rōhai (鷺牌)

Im Wadō-Ryū wird offiziell die Pinan nidan vor der Pinan shodan gelehrt und trainiert. Als Katas des Wadō-Ryū hat Hironori Ōtsuka 1940 bei der Dainippon Butokukai lediglich die fünf Pinan-Katas, Naihanchi, Kushanku, Chinto und Seishan registrieren lassen. Um die Prinzipien des Wadō-Ryū zu lernen, sind diese Katas ausreichend.

## Bibliographie

### Wadō-Ryū-spezifische Literatur
- Hironori Ôtsuka: Wado Ryu Karate. 1977, ISBN 0-920129-18-8.
- Teruo Kono: Der Weg zum Schwarzgurt. 1981, ISBN 3-9804461-0-7.
- Teruo Kono: Der Weg des Schwarzgurtes. 1996, ISBN 3-9804461-1-5.
- Shingo Ohgami: Introduction to Karate. Japanska Magasinet, 1984, ISBN 91-970231-1-6.
- Shingo Ohgami: Karate Katas of Wadoryu. Japanska Magasinet, 1984, ISBN 91-970231-0-8.
- Roberto Danubio, Wadoryu Karatedo – Kihon, Kata, Kumite. Wado Ryu Karate Media, 2010, ISBN 978-3-033-02264-5.
- Josef Schäfer: KARATE DÔ, Tradition & Innovation. Pukrop-Verlag, 2002, ISBN 3-00-009946-8.
- Ben Pollock: Karate Wado-ryu: from Japan to the West. 1. Auflage. Manchester 2014, ISBN 978-1-291-65036-5. Beschreibt die Verbreitung und Entwicklung des Wadō-Ryū in den 1960ern und 1970ern in Europa.

### Stilrichtungsübergreifende Literatur
- Andreas Sparmann: Die 12 Karate Kata. Verlag Weinmann, Berlin 1990, ISBN 3-87892-027-X. Beschreibt die ersten 6. Kata des Shotokan- und des Wadō-Ryū.
- Roland Habersetzer: 39 Karate-Kata. Aus Wadō-Ryū, Gōjū-ryū und Shitō-ryū. 1. Auflage. Palisander Verlag, 2010, ISBN 978-3-938305-15-7. Enthält die Beschreibung aller offiziellen Kata des Wadō-Ryū außer der Kata Jitte.
- Elke von Oehsen: Sein Leben meistern – Die Lebensphilosophie und Biographie des Karate-Großmeisters Teruo Kono. 2004, ISBN 3-00-013277-5.
- Teruo Kono / Elke von Oehsen: Karate -Training, Technik, Taktik. 1991, ISBN 978-3-499-176159.

### Videos
Europameisterschaft 1987
- Teruo Kono gegen 2 Gegner (MPG; 4,2 MB)
- Teruo Kono gegen 2 Gegner (mit Messer) (MPG; 7,6 MB)

### Websites von Landesverbänden
- Wadōkai Deutschland (Kono-Stil)
- Wadō-Ryū im DKV (Deutscher Karate Verband)
- Swiss Wadōkai Karatedo Renmei
- Swiss Wadō-Ryū Karate-Dō Academy